# Addams Family Values (videogioco)
Addams Family Values è un videogioco di tipo action RPG pubblicato da Ocean Software nel 1995 per Super Nintendo Entertainment System e Sega Mega Drive. La trama è liberamente ispirata al film La famiglia Addams 2.

## Trama
Il giocatore prende il controllo di Zio Fester nella ricerca del neonato Pubert Addams, che è stato rapito. Nel corso del gioco riceverà aiuti dai membri della sua famiglia, oltre che da alcuni personaggi originali del gioco.

## Modalità di gioco
Addams Family Values è un Action RPG in cui si migliora il proprio equipaggiamento e salute con l'avanzare del gioco, salendo di livello. Fester può combattere i nemici, parlare con i membri della famiglia, risolvere enigmi e quant'altro. La visuale è dall'alto, con scorrimento in tutte le direzioni, e il sistema di combattimento riprende lo stile in tempo reale di The Legend of Zelda. L'attacco di base è una scarica elettrica che Fester lancia dalla mano, con raggio d'azione variabile a seconda dello stato di salute del personaggio, rappresentato da teschietti e aumentabile rispetto ai tre iniziali. Nel corso dell'avventura si possono ottenere altre armi da lancio improprie, con gittata migliore, come palle da bowling o pietre di marmo.